# مال
مال (به انگلیسی: Property) در چکیده همان چیزی‌ست که در تعلق به یا با چیزی است، چه به عنوان یک ویژگی چه به عنوان یک جزو از چیز گفته شده. در بافتار این مقاله، آن یک یا بیشتر جزوها است (به جای ویژگی)، چه فیزیکی چه نامادی، از املاک یک کس؛ یا متعلق به، یا متعلق به کسی، یا بندانه گروهی از مردم یا یک نهاد حقوقی مانند یک شرکت یا حتی یک جامعه، در دارندگی آن است. وابسته به طبیعت داراک، یک داشتگر مال حق گساردن، درگرگونیدن، بخش کردن، بازتعریف کردن، کرایه دادن، رهن دادن، گرو گذاشتن، فروختن، تعویض، انتقال دادن، واگذاشتن یا ویرانیدن آن، یا استثنا کردن دیگران از کردن این چیزها، همچنین شاید رها گذاشتن آنان را دارد؛ درحالی که بی در نظر گرفتن طبیعت مال و داراک، دارنده آن حق کاربردن سره از آن را دارد (به عنوان یک پاینده، میانگین یا فاکتور، یا هرچه)، یا در بسیار کم‌ترین آن را به طور انحصاری نگه دارد.
مال، در حقوق به هر چه قابل تملک و مبادله باشد گفته می‌شود، در یک دید کلی هر چیزی که به وجه رایج کشور قابل تقویم باشد و ارزش اقتصادی داشته باشد مال می‌باشد، که در یک تقسیم‌بندی کلی به استناد مفاد مواد ۱۱ به بعد قانون مدنی اموال منقول (قابل جابجایی بدون آسیب دیدن) و اموال غیرمنقول (که بارزترین وجه آن زمین و ساختمان است) تقسیم می‌گردد. تفاوت‌هایی در وضعیت حقوقی هر یک از این دو در قوانین ایران وجود دارد.

## تعریف مال در اقتصاد اسلامی
مال عبارت است از چیزی که دارای ارزش مبادلاتی باشد. در اینجا توضیح چند نکته را در رابطه با تعریف فوق بیان می‌کنیم:

### ارزش مصرفی و مبادلاتی
برای کالا دو نوع ارزش وجود دارد:
1. ارزش مصرفی.
2. ارزش مبادلاتی.

«ارزش مصرفی» این است که: به‌طور مستقیم- بالفعل یا بالقوه- نیازی از نیازها را تأمین کند؛ و به عبارت دیگر: فایده‌ای داشته باشد.
«ارزش مبادلاتی» نیز عبارت است از این که: آن کالا به گونه‌ای باشد که مردم حاضر باشند در برابر آن، چیزی بپردازند؛ و این ارزش در صورتی به وجود می‌آید که علاوه برداشتن فایده، از نظر فراوانی در حدی نباشد که دیگر، تقاضایی نسبت به آن وجود نداشته باشد.
با توجه به توضیح فوق روشن می‌گردد که وقتی گفته می‌شود مال، چیزی است که دارای ارزش مبادلاتی باشد، یعنی.
اولاً: نیازی را تأمین کند؛ بنابراین نخ‌های مصرف شده در لباسی که آن را شکافته‌اند و میوه‌های خراب شده چون به درد نمی‌خورد و به تعبیر فقها منفعت عقلایی ندارد، مال نیست.
ثانیاً: به حدی زیاد نباشد که بدون کار یا گرفتن از دیگران، در دسترس همه باشد؛ و لذا هوا و آفتاب در عین حال که نیاز اساسی را تأمین می‌کنند و دارای ارزش مصرفی هستند، مال نمی‌باشند؛ که از آن در کتاب‌های فقهی به «عزّة الوجود» تعبیر می‌شود.

### ارزش و فایده از امور نسبی است
لزومی ندارد که حتماً کالایی برای همه و در کلیهٔ نقاط دارای فایده باشد تا مال قلمداد شود. ممکن است چیزی برای یک منطقه یا گروه خاصی به دلیل اینکه نیاز خاص آن‌ها را تأمین می‌کند، ارزش داشته باشد ولی برای منطقهٔ دیگری چنین نباشد.
و تعبیر فایدهٔ عقلایی که در متون فقهی آمده‌است؛ یعنی منفعتی که عرف (عقلا) به آن توجه کنند و بیانگر همین حالت متغیر مال است که ممکن است نسبت به شرایط جغرافیایی، فرهنگی، تمدن‌ها و زمان‌ها و … متفاوت باشد؛ و به عبارت دیگر: تعبیر نسبی بودن مال را می‌رساند.
به عنوان مثال: یک مؤسسهٔ داروسازی، حیواناتی را که از نظر نوع مردم بی‌فایده است خریداری کرده و در برابر آن پول می‌پردازد. یا اینکه عکس فردی برای فرزندانش ارزشمند است و لذا آنان حاضر می‌شوند برای دستیابی به آن عکس پول قابل توجهی بپردازند، در حالی که دیگران هیچ گونه تقاضا و تمایل خاصّی به آن ندارند و لذا هرگز حاضر نیستند در برابر آن وجهی بپردازند.

### عمومیت ارزش مصرفی
تأمین نیاز و به درد خوردن، که ملاک مالیّت است، انحصاری به نیازهای اولیه یا ضروری ندارد، همان‌طور که مواد غذایی و پوشاک و مسکن مال است، تابلوی نقاشی، یک دسته گل، کار کارگر و … هم به دلیل اینکه به درد می‌خورد و فایده عقلایی دارد، مال قلمداد می‌شود.

### بی‌اعتبار شدن بعضی از ارزش‌ها در مکتب
برخی از کالاها در روابط اجتماعی و اقتصادی - صرفنظر از مذهب - چون هم فایده دارد و هم به گونه‌ای است که مردم حاضرند در برابرش پول بدهند، مال شناخته می‌شود ولی مکتب (شارع) استفادهٔ از آن را ممنوع ساخته‌است. مانند مشروبات الکلی و وسایل قمار، لذا اینجا گفته‌اند این‌ها مال نیست.
ولی با توجه به این جهت که اصولاً در اینکه چه چیزی مال است دین اصطلاح خاصی ندارد. همان‌طور که برخی از محققین یادآور شده‌اند بهتر است اصطلاح خاصی گفته شود: چون شارع استفاده از کالایی را ممنوع ساخته و فایده و ارزش آن را نادیده گرفته پس آثار مالیّت را در آن‌ها الغا کرده‌است و به اصطلاح فقهی، حکماً مال نمی‌باشد. مگر اینکه حرمت و ممنوعیت با توجه به پایبند بودن مردم نسبت به حکم شرع، سبب شده باشد که نسبت به کالای ممنوعه به‌طور کلی تقاضایی وجود نداشته و از ارزش بیفتد، به‌طوری‌که دیگر هیچ‌کس سراغ آن نرفته و حاضر نباشد در برابر آن پول بپردازد. در این فرض در چنین محیطی، آن کالای ممنوعه مال نمی‌باشد.

## انواع مال در اقتصاد اسلامی
مال دارای انواع مختلفی است که از یک نظر به عین، منفعت و حق و از جهت دیگر به عینی و اعتباری تقسیم می‌گردد که به ترتیب توضیحاتی در مورد هر یک داده می‌شود:

### عین
مالی است که دارای وجود مادّی بوده و با حواس ظاهر، قابل درک باشد، و خود به‌طور مستقل مورد داد و ستد قرار گیرد. این مال در مبادلات اقتصادی، خود دارای دو قسم است:
الف- «وجود شخصی»: آنچه دارای وجود عینی و فیزیکی است و در خارج ذهن، وجود خارجی و عيني دارد مانند کالایی که در مبادلات نقدی داد و ستد می‌شود. مثل: ماشین، فرش و رادیو، پارچه و...
ب- «وجود کلّی»: یعنی کالایی که در روابط مبادلاتی، آن را اعتبار می‌کنند و یک طرف، نسبت به آن متعهد می‌گردد؛ و بر اساس همین تعهد، مبادله انجام می‌شود. مثل اینکه در معاملات «سلف» که تحویل کالا، مدت‌دار و پرداخت پول به صورت نقد، انجام می‌گیرد کالایی که هنوز حتی ممکن است تولید نشده باشد خریداری می‌گردد. به این صورت که بهای آن پرداخت می‌شود و فروشنده تعهد می‌نماید در زمانی مشخصی، کالا را تحویل دهد. مثل تحویل گندم به هنگام درو یا تحویل اتومبیل پس از تولید. در اینجا آنچه خریداری و مبادله می‌شود در عین حال که جنبهٔ فیزیکی و مادی دارد و دارای ابعاد سه‌گانه می‌باشد، اما تعیّن خارجی آن مورد توجه نیست بلکه به صورت کلّی در «ذمّه و عهده» ی اعتبار شده و موضوع مبادله می‌باشد که در اصطلاح به آن «کلی فی الذمّه» می‌گویند.

### منفعت
عبارت است از فایده و ارزش مصرفی که از یک موجود خارجی به دست می‌آید؛ و به عبارت دیگر: فایده‌ای که وابسته به کالا و عین می‌باشد. این نوع مال نیز چند قسم است:
الف- فایده و خاصیتی که به تدریج به دست آمده و از بین می‌رود مثل امکان بهره‌برداری از مسکن یا اتومبیل.
ب- فایده‌ای که به تدریج از «عین» به دست می‌آید اما کم‌کم متراکم شده و به صورت کالای خاصّی درمی‌آید مانند: میوه‌های درخت در رابطه با باغی که آن باغ مورد اجاره است. در اینجا میوه‌ها اگر چه به صورت یک کالاست اما نتیجه و نموّ عین (درخت) و وابسته به آن می‌باشد.
ج- کار تولیدی یا خدماتی نیز نوع دیگر منفعت است و مال محسوب می‌شود؛ زیرا می‌تواند تأمین‌کنندهٔ نیازهای مختلف باشد (ارزش مصرفی دارد) و به گونه‌ای است که مردم حاضرند در برابرش پول بپردازند و به اصطلاح ارزش کامل مبادلاتی دارد.
در کتاب «البیع» در این زمینه چنین آمده‌است:
«عمل انسانی که آزاد است دارای حرفه باشد یا نه «مال» به‌شمار می‌آید؛ زیرا ضروری است که دوختن لباس و کندن چاه، مالی است که عقلا حاضرند در برابر آن پول بپردازند؛ و مال نیز چیزی نیست مگر آنچه مورد تقاضای عقلا باشد. البته مالیّت کار به اعتبار این است که در آینده ارائه می‌شود ولی انجام دادن آینده که مورد انتظار است قید مالیّت نیست بلکه سبب مال به‌شمار آمدن می‌باشد».
یکی از نتایج مال بودن نیروی کار که در فقه به عنوان منفعت شناخته می‌شود در موضوع «ضمان» روشن می‌گردد. به عنوان مثال کسی که مانع کار و کسب کارگری می‌گردد و او را از تلاش اقتصادیش بازمی‌دارد بر اساس مال بودن توان و قوهٔ کار، ضامن بودن وی مطرح می‌شود که می‌بایست خسارت بازماندن کارگر را از کار جبران نماید. در صورتی که اگر توانایی بر کار، خود «مال» نباشد ضمانت و مسؤول جبران خسارت بودن، معنی ندارد؛ زیرا موضوع «ضمانت» مال است.
البته بسیاری از فقها ضامن بودن کسی که مانع اشتغال دیگری می‌شود را نپذیرفته‌اند؛ ولی نفی ضمان در این فرض از نظر آن‌ها به خاطر فقدان یکی دیگر از شرایط ضمان است نه اینکه توان و نیروی انسانی، خود مالیّت نداشته باشد.

نظر مشهور فقهی بر این است که کسی که دیگری را حبس کرد و مانع کار وی شد، ضامن درآمد آن روز و به عبارت دیگر مسؤول منافع و توانایی بر کار آن روز نمی‌شود مگر اینکه عامل که جلو کار او گرفته شده در رابطه با فرد یا مؤسسه‌ای قرارداد کار بسته و طبعاً به صورت کلّی در ذمه، مقدار کاری به عهدهٔ وی آمده باشد. در این فرض جلوگیری از کار کارگر را موجب ضمان و پرداخت خسارت به صاحب کار می‌دانند؛ ولی سبب نفی ضمان در فرض فوق (یعنی موردی که قراردادی نبسته‌اند) این است که یکی از شرایط ضمان و به عهده آمدن خسارت این است که تلف و از بین رفتن مال، استناد به ضامن داشته باشد؛ و در فرض مذکور از کارافتادگی و از دست رفتن توانایی و نیروی کار به کسی که کارگز را از کار بازداشته مستند نمی‌شود.
به عبارت دیگر: این گونه موارد از قبیل «تلف منافع» است نه «اتلاف» و از بین بردن، که مربوط به ضامن باشد.
و به نقل دیگر: ضمان در موردی است که منافع به وسیلهٔ طرف استیفا شده باشد اما در جایی که به وسیلهٔ غاصب بهره‌برداری نشده بلکه خود به خود از بین رفته باشد، خارج از ادلهٔ ضمان خواهد بود.
در عین حال چنانچه در پاره‌ای از نظرات فقهی آمده می‌توان گفت: مانع کار کارگر شدن سبب ضمان و به عهده آمدن خسارت می‌شود؛ زیرا از دست رفتن توان کار، عرفاً به بازدارنده استناد پیدا می‌کند و دلیل ضمان، انحصاری به منافع مستوفاة ندارد. مرحوم سید کاظم یزدی در عروه همین نظر را اختیار کرده‌است و ضمناً در مورد مال بودن نیروی کار، نقد و بررسی‌های دیگری شده‌است.
(ر.ک. عروه، ص ۵۳۱، مسئلهٔ ۳۲. کتاب البیع، ج ۱، ص ۲۰ و ص ۳۸۳. حاشیهٔ سید بر مکاسب، ج ۱، ص ۱۱۰. مستمسک، ج ۱۱، ص ۴۲. مصباح الفقاهه، ج ۲، ص ۳۶. تحریر الوسیله، ج ۲، ص ۱۵۸، مسئلهٔ ۵ و ص ۱۶۱، م ۱۲).

### حق
بعضی از حقوق نیز مال به‌شمار می‌ایند؛ زیرا ارزش اقتصادی دارند مانند «حق تحجیر» که این قسم در بحث حق توضیح داده شده‌است.
«مال عینی و اعتباری»: ارزش مصرفی و فایده داشتن که منسأ مال به‌شمار آمدن اشیا می‌گردد، منحصر به این جهت نیست که مانند نان و گوشت ارزش و فایدهٔ فیزیکی و عینی داشته باشد بلکه گاهی اعتبار و قراردادهای اجتماعی سبب می‌شود که عنوان مالیّت از آن انتزاع شده و بر آن منطبق گردد. مانند پول‌های رایج که اعتبار دادن حکومت و تشکیلات پولی، سبب می‌شود که این‌ها وسیله پرداخت‌ها و تأمین نیازها گردد وگرنه خود از نظر خارجی مانند نان و مسکن نیست که فایدهٔ قابل توجهی داشته باشد.
و شاهد بر اعتباری بودن ارزش آن‌ها این است که در شرایط سیاسی اجتماعی مختلف، مثل زمان جنگ و صلح، ثبات و تزلزل حکومت، ارزش آن‌ها دستخوش نوسان قرار می‌گیرد. بر این اساس باید گفت: مال از یک نظر به عینی و اعتباری تقسیم می‌گردد.